# Max Raedecker
Max Raedecker, eigenlijk Max Rädecker (Amsterdam, 11 juni 1914 – Parijs, 6 september 1987) was een Nederlands schilder. Hij woonde het grootste deel van zijn leven in Frankrijk en koos daarom voor de spelling Raedecker.

## Levensloop
Max Raedecker was een zoon van Wilhelm Anton (Willem) Rädecker (1883-1971) en Johanna Sophia (Jo) Gangel (1890-1986). Zijn vader, ooms John en Anton Rädecker en een aantal neven waren beeldhouwers. Raedecker koos voor het schilderen. Hij studeerde aan de Académie Colarossi in Parijs (1929). 
Als zestienjarige had hij een solo-expositie bij kunstzalen A. Vecht (1931) in Amsterdam. Kunstcriticus Kasper Niehaus was voorzichtig in zijn commentaar: "Max Rädecker is ongetwijfeld verwonderlijk vroegrijp. Over de noodzakelijkheid nu reeds een openbare, aparte expositie van z'n werk te houden, op gevaar af zoo'n jonge jongen over 't zware cavaleriepaard van den roem te tillen kan men echter van inzicht verschillen." de recensent van Het Volk schreef enthousiast over "een zestienjarigen jongen, die hier met een oeuvre voor den dag komt, dat niet alleen verbluft door het aantal en de wijze, waarop de meeste dezer doeken doorwerkt zijn, doch vooral door het brandende talent." Hij had verder solo-exposities bij onder andere Huize van Hasselt in Rotterdam (1931), Kunsthandel Liernur in Den Haag (1957), Kunsthandel Santee Landweer in Amsterdam (1961) en de New Style Gallery in Den Haag (1980). Als lid van De Onafhankelijken nam hij tot ca. 1937 deel aan de jaarlijkse groepsexposities in het Stedelijk Museum Amsterdam, andere groepsexposities waren onder anderen bij de Salon des Tuileries (1932) en in het Rijksprentenkabinet (1957).
Raedecker verbleef periodes in Spanje en Italië, maar woonde vooral in Frankrijk. Hij leerde daar in 1942 zijn vrouw Françoise Cammat kennen en raakte bevriend met kunstenaars als Alexander Archipenko, Marc Chagall en Ossip Zadkine. Zijn werk deed kunstcriticus J.M. Prange in 1961 aan "een tot beweging gebrachte Mondriaan" denken, "Geen horizontalen en vertikalen maar elkaar afwisselende vormen van halve cirkels en driehoeken als wimpels aan vlaggestokken bevestigd." Over de uitvoering was hij -mede door het kleurgebruik- niet mild: "Vraagt Raedecker zich na steeds weer die vormpjes in iets andere volgorde gepenseeld te hebben nimmer af, of hij nu beter niet eens écht kon gaan schilderen? Verveelt het hem nooit? En dat in de Midi in die lekkere zon - tjonge!"
Raedecker zei zelf in 1982 in een interview met De Volkskrant: "je kunt geen goed schilderij maken als je zit te denken, gó, ik wil daar een verkopertje van maken, ik wil er geld mee verdienen. Dan moet je helemaal niet aan het publiek denken. Je moet echt heel egoïstisch denken dat je dat ding voor je eigen plezier maakt en voor je eigen plezier heb je dan pijn in je rug." Zijn werk is opgenomen in de collecties van onder andere het Centraal Museum in Utrecht, Museum Boijmans Van Beuningen in Rotterdam en het Rijksmuseum Amsterdam.
Samen met Karel Appel maakte Raedecker in 1970 abstracte wandschilderingen voor het Congresgebouw in Den Haag. Bij een reparatie aan een van de schilderingen een jaar later, viel hij van de steiger. Raedecker kon daardoor twee jaar niet werken. De wandschilderingen werden later overgekalkt, wat in 1999 leidde tot een rechtszaak tussen de erven van Raedecker en het Congresgebouw.
Raedecker overleed op 73-jarige leeftijd.

## Enkele werken
- 1967/1968 wandschildering op doek personeels ruimte Nederlandse Gasunie
- 1969: wandschildering voor Shell
- 1970-1971 wandschilderingen voor het Congresgebouw in Den Haag

## Stamboom
|                                       |                                       |                                       |                                       |                                       |                                       |  |  |                                  |                                  |                                  |                                  |                                  |                                  |                                 |                                 |                                           |                                     |                                     |                                     |                                     |                                     | Wilhelm Rädecker 1851-1936 beeldhouwer |                                     |                                     |                                     |                                     |                                     |                                    |                                    |  |  |                                           |                                           |                                           |                                           |                                           |                                           |                           |                           |  |  |  |  |                                      |                                      |                                      |                                      |                                      |                                      |  |  |  |  |  |  |  |  |  |  |  |  |  |  |  |  |
|                                       |                                       |                                       |                                       |                                       |                                       |  |  |                                  |                                  |                                  |                                  |                                  |                                  |                                 |                                 |                                           |                                     |                                     |                                     |                                     |                                     |                                        |                                     |                                     |                                     |                                     |                                     |                                    |                                    |  |  |                                           |                                           |                                           |                                           |                                           |                                           |                           |                           |  |  |  |  |                                      |                                      |                                      |                                      |                                      |                                      |  |  |  |  |  |  |  |  |  |  |  |  |  |  |  |  |
|                                       |                                       |                                       |                                       |                                       |                                       |  |  |                                  |                                  |                                  |                                  |                                  |                                  |                                 |                                 |                                           |                                     |                                     |                                     |                                     |                                     |                                        |                                     |                                     |                                     |                                     |                                     |                                    |                                    |  |  |                                           |                                           |                                           |                                           |                                           |                                           |                           |                           |  |  |  |  |                                      |                                      |                                      |                                      |                                      |                                      |  |  |  |  |  |  |  |  |  |  |  |  |  |  |  |  |
| Willem Rädecker 1883-1971 beeldhouwer | Willem Rädecker 1883-1971 beeldhouwer | Willem Rädecker 1883-1971 beeldhouwer | Willem Rädecker 1883-1971 beeldhouwer | Willem Rädecker 1883-1971 beeldhouwer | Willem Rädecker 1883-1971 beeldhouwer |  |  |                                  |                                  | Anni de Roos 1890-1974 tekenaar  | Anni de Roos 1890-1974 tekenaar  | Anni de Roos 1890-1974 tekenaar  | Anni de Roos 1890-1974 tekenaar  | Anni de Roos 1890-1974 tekenaar | Anni de Roos 1890-1974 tekenaar |                                           |                                     |                                     |                                     |                                     |                                     | John Rädecker 1885-1965 beeldhouwer    | John Rädecker 1885-1965 beeldhouwer | John Rädecker 1885-1965 beeldhouwer | John Rädecker 1885-1965 beeldhouwer | John Rädecker 1885-1965 beeldhouwer | John Rädecker 1885-1965 beeldhouwer |                                    |                                    |  |  |                                           |                                           | Anni ten Herkel 1889-1983                 | Anni ten Herkel 1889-1983                 | Anni ten Herkel 1889-1983                 | Anni ten Herkel 1889-1983                 | Anni ten Herkel 1889-1983 | Anni ten Herkel 1889-1983 |  |  |  |  | Anton Rädecker 1887-1960 beeldhouwer | Anton Rädecker 1887-1960 beeldhouwer | Anton Rädecker 1887-1960 beeldhouwer | Anton Rädecker 1887-1960 beeldhouwer | Anton Rädecker 1887-1960 beeldhouwer | Anton Rädecker 1887-1960 beeldhouwer |  |  |  |  |  |  |  |  |  |  |  |  |  |  |  |  |
| Willem Rädecker 1883-1971 beeldhouwer | Willem Rädecker 1883-1971 beeldhouwer | Willem Rädecker 1883-1971 beeldhouwer | Willem Rädecker 1883-1971 beeldhouwer | Willem Rädecker 1883-1971 beeldhouwer | Willem Rädecker 1883-1971 beeldhouwer |  |  |                                  |                                  | Anni de Roos 1890-1974 tekenaar  | Anni de Roos 1890-1974 tekenaar  | Anni de Roos 1890-1974 tekenaar  | Anni de Roos 1890-1974 tekenaar  | Anni de Roos 1890-1974 tekenaar | Anni de Roos 1890-1974 tekenaar |                                           |                                     |                                     |                                     |                                     |                                     | John Rädecker 1885-1965 beeldhouwer    | John Rädecker 1885-1965 beeldhouwer | John Rädecker 1885-1965 beeldhouwer | John Rädecker 1885-1965 beeldhouwer | John Rädecker 1885-1965 beeldhouwer | John Rädecker 1885-1965 beeldhouwer |                                    |                                    |  |  |                                           |                                           | Anni ten Herkel 1889-1983                 | Anni ten Herkel 1889-1983                 | Anni ten Herkel 1889-1983                 | Anni ten Herkel 1889-1983                 | Anni ten Herkel 1889-1983 | Anni ten Herkel 1889-1983 |  |  |  |  | Anton Rädecker 1887-1960 beeldhouwer | Anton Rädecker 1887-1960 beeldhouwer | Anton Rädecker 1887-1960 beeldhouwer | Anton Rädecker 1887-1960 beeldhouwer | Anton Rädecker 1887-1960 beeldhouwer | Anton Rädecker 1887-1960 beeldhouwer |  |  |  |  |  |  |  |  |  |  |  |  |  |  |  |  |
|                                       |                                       |                                       |                                       |                                       |                                       |  |  |                                  |                                  |                                  |                                  |                                  |                                  |                                 |                                 |                                           |                                     |                                     |                                     |                                     |                                     |                                        |                                     |                                     |                                     |                                     |                                     |                                    |                                    |  |  |                                           |                                           |                                           |                                           |                                           |                                           |                           |                           |  |  |  |  |                                      |                                      |                                      |                                      |                                      |                                      |  |  |  |  |  |  |  |  |  |  |  |  |  |  |  |  |
|                                       |                                       |                                       |                                       |                                       |                                       |  |  |                                  |                                  |                                  |                                  |                                  |                                  |                                 |                                 |                                           |                                     |                                     |                                     |                                     |                                     |                                        |                                     |                                     |                                     |                                     |                                     |                                    |                                    |  |  |                                           |                                           |                                           |                                           |                                           |                                           |                           |                           |  |  |  |  |                                      |                                      |                                      |                                      |                                      |                                      |  |  |  |  |  |  |  |  |  |  |  |  |  |  |  |  |
| Max Raedecker 1914-1987 schilder      | Max Raedecker 1914-1987 schilder      | Max Raedecker 1914-1987 schilder      | Max Raedecker 1914-1987 schilder      | Max Raedecker 1914-1987 schilder      | Max Raedecker 1914-1987 schilder      |  |  | Jan Raedecker 1920-2016 schilder | Jan Raedecker 1920-2016 schilder | Jan Raedecker 1920-2016 schilder | Jan Raedecker 1920-2016 schilder | Jan Raedecker 1920-2016 schilder | Jan Raedecker 1920-2016 schilder |                                 |                                 | John Rädecker 1913-1976 beeldhouwer       | John Rädecker 1913-1976 beeldhouwer | John Rädecker 1913-1976 beeldhouwer | John Rädecker 1913-1976 beeldhouwer | John Rädecker 1913-1976 beeldhouwer | John Rädecker 1913-1976 beeldhouwer |                                        |                                     | Han Rädecker 1921-1976 beeldhouwer  | Han Rädecker 1921-1976 beeldhouwer  | Han Rädecker 1921-1976 beeldhouwer  | Han Rädecker 1921-1976 beeldhouwer  | Han Rädecker 1921-1976 beeldhouwer | Han Rädecker 1921-1976 beeldhouwer |  |  | Jan Willem Rädecker 1924-2009 beeldhouwer | Jan Willem Rädecker 1924-2009 beeldhouwer | Jan Willem Rädecker 1924-2009 beeldhouwer | Jan Willem Rädecker 1924-2009 beeldhouwer | Jan Willem Rädecker 1924-2009 beeldhouwer | Jan Willem Rädecker 1924-2009 beeldhouwer |                           |                           |  |  |  |  |                                      |                                      |                                      |                                      |                                      |                                      |  |  |  |  |  |  |  |  |  |  |  |  |  |  |  |  |
| Max Raedecker 1914-1987 schilder      | Max Raedecker 1914-1987 schilder      | Max Raedecker 1914-1987 schilder      | Max Raedecker 1914-1987 schilder      | Max Raedecker 1914-1987 schilder      | Max Raedecker 1914-1987 schilder      |  |  | Jan Raedecker 1920-2016 schilder | Jan Raedecker 1920-2016 schilder | Jan Raedecker 1920-2016 schilder | Jan Raedecker 1920-2016 schilder | Jan Raedecker 1920-2016 schilder | Jan Raedecker 1920-2016 schilder |                                 |                                 | John Rädecker 1913-1976 beeldhouwer       | John Rädecker 1913-1976 beeldhouwer | John Rädecker 1913-1976 beeldhouwer | John Rädecker 1913-1976 beeldhouwer | John Rädecker 1913-1976 beeldhouwer | John Rädecker 1913-1976 beeldhouwer |                                        |                                     | Han Rädecker 1921-1976 beeldhouwer  | Han Rädecker 1921-1976 beeldhouwer  | Han Rädecker 1921-1976 beeldhouwer  | Han Rädecker 1921-1976 beeldhouwer  | Han Rädecker 1921-1976 beeldhouwer | Han Rädecker 1921-1976 beeldhouwer |  |  | Jan Willem Rädecker 1924-2009 beeldhouwer | Jan Willem Rädecker 1924-2009 beeldhouwer | Jan Willem Rädecker 1924-2009 beeldhouwer | Jan Willem Rädecker 1924-2009 beeldhouwer | Jan Willem Rädecker 1924-2009 beeldhouwer | Jan Willem Rädecker 1924-2009 beeldhouwer |                           |                           |  |  |  |  |                                      |                                      |                                      |                                      |                                      |                                      |  |  |  |  |  |  |  |  |  |  |  |  |  |  |  |  |
|                                       |                                       |                                       |                                       |                                       |                                       |  |  |                                  |                                  |                                  |                                  |                                  |                                  |                                 |                                 | John Rädecker                             |                                     |                                     |                                     |                                     |                                     |                                        |                                     |                                     |                                     |                                     |                                     |                                    |                                    |  |  |                                           |                                           |                                           |                                           |                                           |                                           |                           |                           |  |  |  |  |                                      |                                      |                                      |                                      |                                      |                                      |  |  |  |  |  |  |  |  |  |  |  |  |  |  |  |  |
|                                       |                                       |                                       |                                       |                                       |                                       |  |  |                                  |                                  |                                  |                                  |                                  |                                  |                                 |                                 |                                           |                                     |                                     |                                     |                                     |                                     |                                        |                                     |                                     |                                     |                                     |                                     |                                    |                                    |  |  |                                           |                                           |                                           |                                           |                                           |                                           |                           |                           |  |  |  |  |                                      |                                      |                                      |                                      |                                      |                                      |  |  |  |  |  |  |  |  |  |  |  |  |  |  |  |  |
|                                       |                                       |                                       |                                       |                                       |                                       |  |  |                                  |                                  |                                  |                                  |                                  |                                  |                                 |                                 | Michael Raedecker 1963 schilder, tekenaar |                                     |                                     |                                     |                                     |                                     |                                        |                                     |                                     |                                     |                                     |                                     |                                    |                                    |  |  |                                           |                                           |                                           |                                           |                                           |                                           |                           |                           |  |  |  |  |                                      |                                      |                                      |                                      |                                      |                                      |  |  |  |  |  |  |  |  |  |  |  |  |  |  |  |  |

- Bibliothèque nationale de France: cb120080429 (data)
- Biografisch Portaal: 75919056
- RKD-Nederlands Instituut voor Kunstgeschiedenis: 65413
- Virtual International Authority File: 316434835